# 1919

## Події

### Січень
- 1 січня — Видано закон українського уряду про автокефалію Української Православної Церкви.
- 1 січня — Утворено Білоруську РСР.
- 3 січня — Українська Національна Рада схвалила постанову про з'єднання Західної Української Народної Республіки з Українською Народною Республікою в Києві.
- 6 січня — проголошення УСРР декретом Тимчасового робітничо-селянського Уряду України.
- 22 січня — Директорія УНР проголосила Акт злуки УНР та ЗУНР, ЗУНР перетворено в Західні Області УНР
- 23-31 січня — Хотинське повстання.
- 28 січня — у Чехословаччині засновано Університет Масарика.

### Березень
- 23 березня — Беніто Муссоліні заснував фашистську партію Італії

### Травень
- 8 травня — Центральною Руською Народною Радою укладено Ужгородський меморандум — рішення про приєднання Закарпаття до Чехословаччини

### Червень
- 5 червня — Під час українсько-польської війни (1918—1919 рр.) розпочалася Чортківська операція Української Галицької Армії (УГА), в ході котрої від поляків було звільнено Чортків, Тернопіль, Бучач та Перемишляни
- 28 червня — Версальський мирний договір.

### Липень
- 16 липня — перехід під тиском польських військ Української галицької армії за річку Збруч[1].

### Серпень
- 31 серпня — українські війська звільнили Київ від більшовиків[1].

### Вересень
- 10 вересня — Сен-Жерменський мирний договір.

### Жовтень
- 16 жовтня — У Житомирі засновано педагогічний інститут. Нині — Житомирський державний університет імені Івана Франка

### Наука
- Ернест Резерфорд спостерігав першу штучно викликану ядерну реакцію.

### Аварії й катастрофи
- 1 січня — Англійська парова яхта Іолайре (Iolaire) затонула біля берегів Шотландії. Загинуло 205 осіб.
- 17 січня — Французький пароплав Хаонія (Chaonia) затонув у Мессінській протоці, Італія. Загинуло 460 осіб.
- 13 серпня — Італійський крейсер Базіліката (Basilicata) затонув у Порт-Саїді від внутрішнього вибуху. Загинула велика кількість людей.
- 9 вересня — Іспанський пароплав Валбанера (Valbanera) затонув біля берегів Флориди попавши в ураган Кі Вест (Key West). Загинуло 488 осіб.

## Народились
Дивись також Категорія:Народились 1919
- 1 січня — Джером Дейвід Селінджер, американський письменник
- 13 січня — Джуліо Андреотті, італійський політик
- 23 січня — Бандуренко Євген Федорович, український поет, сатирик
- 25 січня — Пригожин Ілля Романович, бельгійський фізико-хімік російського походження
- 4 лютого — Команов Геннадій Геннадійович, фахівець в галузі ракетної техніки (пом. 1998).
- 11 лютого — Сидні Шелдон, американський письменник
- 12 лютого — Кецало Зеновій Євстахович, художник
- 18 лютого — Джек Паланс, американський актор українського походження
- 25 лютого — Ентоні Берджес, англійський письменник
- 30 березня — Ромеш Чандра, індійський громадський діяч
- 16 квітня — Мерс Каннінгем, американський хореограф, реформатор сучасного танцю
- 17 квітня — Чавела Варгас, мексиканська співачка, виконавиця пісень у стилі «ранчера» (ісп. canción ranchera)
- 23 квітня — Енн Байденс, американська благодійна продюсерка, довгожителька. Одружена з Кірком Дугласом. Мачуха Майкла Дугласа.
- 2 червня — Тарапунька, естрадний актор (дует «Тарапунька і Штепсель»)
- 14 червня — Сем Вонамейкер, актор
- 18 червня — Юрі Ярвет, естонський актор
- 19 червня — Богомил Райнов, болгарський письменник
- 30 червня — Сьюзен Гейворд, актриса
- 14 липня — Ліно Вентура, італійський актор
- 15 липня — Айріс Мердок, англійська письмениця
- 20 липня — Едмунд Персиваль Гілларі, новозеландський альпініст, перший підкорювач Евересту
- 27 липня — Бурвіль, французький комедійний кіноактор
- 6 серпня — Роберт Мітчам, американський кіноактор
- 8 серпня — Діно де Лаурентіс, італійський кінопродюсер
- 13 серпня — Джордж Ширінг, американський джазовий піаніст-віртуоз і композитор
- 21 серпня — Леонід Гурвич, американський економіст, Нобелівський лауреат 2007 року.
- 22 серпня — Джон Лі Гукер (John Lee Hooker), американський джазовий музикант, піаніст, співак
- 7 вересня — Джон Воркап Корнфорт, австралійський хімік-органік, Нобелівська премія з хімії (1975)
- 11 вересня — Фердинанд Маркос, президент Філіппін (1966—1986 рр.)
- 26 вересня — Матилде Камю, іспанська поетеса.
- 1 жовтня — Дмитро Ілліч Козлов, радянський російський конструктор ракет, двічі Герой Соціалістичної Праці
- 10 жовтня — Телоніус Монк, американський композитор, джазовий музикант
- 20 жовтня — Жан-П'єр Мельвілл, французький режисер, сценарист, продюсер, актор
- 21 жовтня — Діззі Гіллеспі, американський джазовий музикант
- 26 жовтня — Мохаммед Реза Пехлеві, шах Ірану (1941—1979 рр.)
- 4 листопада — Мартін Болсам, американський актор
- 10 листопада — Калашников Михайло Тимофійович, російський конструктор стрілецької зброї (АК, АКМ)
- 11 листопада — Штепсель, український естрадний актор

## Померли
Див. також Категорія:Померли 1919
- 9 серпня — Руджеро Леонкавалло, італійський композитор.
- 3 грудня — П'єр-Огюст Ренуар, французький художник-імпресіоніст.
- 14 червня — Олександр Мурашко, український живописець, педагог і громадський діяч.

## Нобелівська премія
- з фізики: Йоганнес Штарк — за відкриття ефекту Доплера в канальних променях і розщеплення спектральних ліній в електричному полі
- з хімії: Премію не присуджували
- з медицини та фізіології: Жуль Борде — «За відкриття, пов'язані з імунітетом»
- з літератури: Карл Шпіттелер — «За незрівнянний епос «Олімпійська весна»»
- премія миру: Вудро Вільсон — «За те, що привніс фундаментального закону людяності в сучасну міжнародну політику»